# Municipio de Mississippi (condado de Desha)
El municipio de Mississippi (en inglés: Mississippi Township) es un municipio ubicado en el condado de Desha en el estado estadounidense de Arkansas. En el año 2010 tenía una población de 74 habitantes y una densidad poblacional de 0,2 personas por km².

## Geografía
El municipio de Mississippi se encuentra ubicado en las coordenadas 34°3′17″N 91°2′28″O / 34.05472, -91.04111. Según la Oficina del Censo de los Estados Unidos, el municipio tiene una superficie total de 373.11 km², de la cual 337,43 km² corresponden a tierra firme y (9,56 %) 35,68 km² es agua.

## Demografía
Según el censo de 2010, había 74 personas residiendo en el municipio de Mississippi. La densidad de población era de 0,2 hab./km². De los 74 habitantes, el municipio de Mississippi estaba compuesto por el 77,03 % blancos, el 22,97 % eran afroamericanos. Del total de la población el 0 % eran hispanos o latinos de cualquier raza.